# Ministerraad (Nederland)

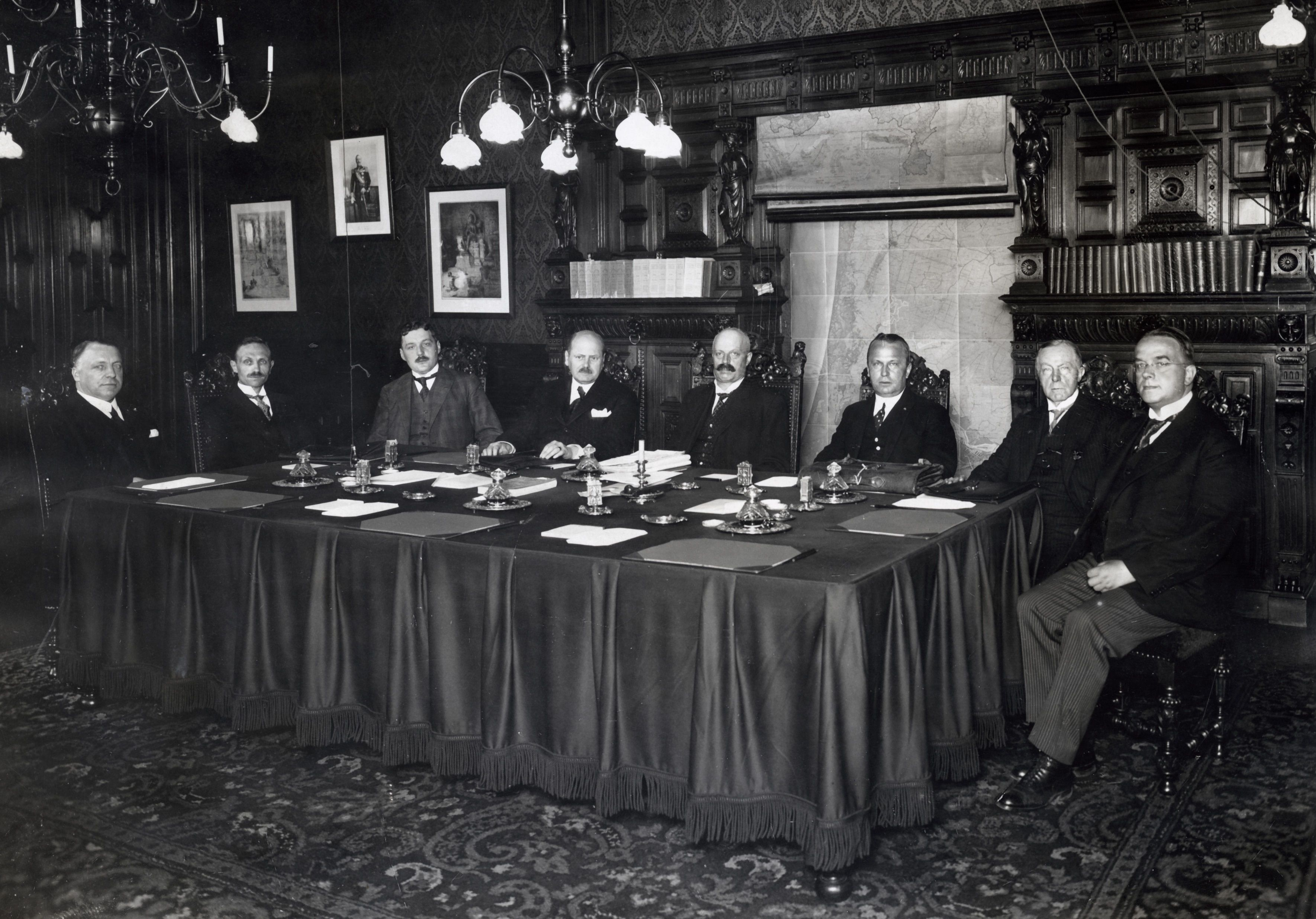
Ministerraad van het kabinet-Ruijs de Beerenbrouck III (1929-1933), foto 1929.

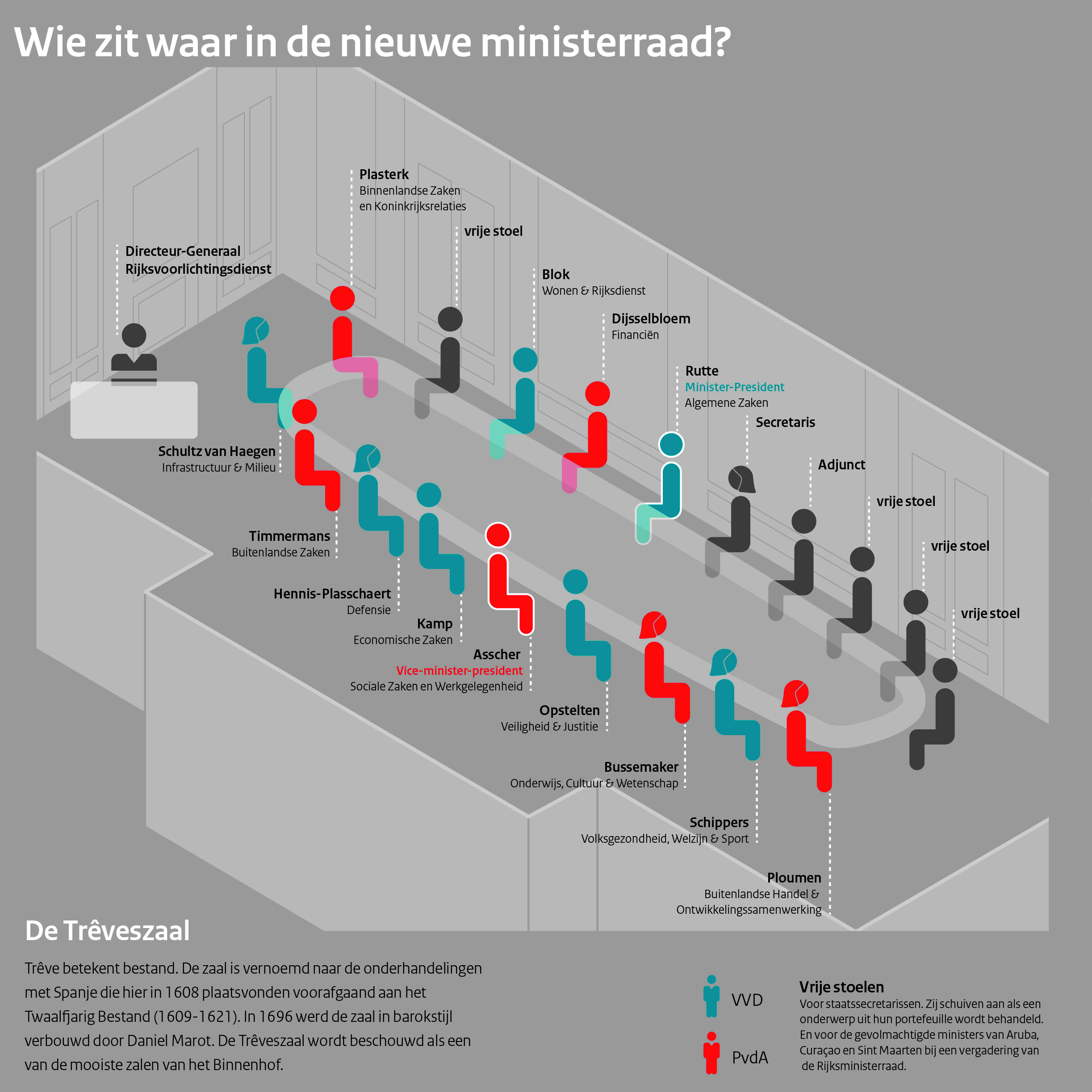
De plaatsen van de ministers in het kabinet-Rutte II (2012-2017).

De ministerraad in Nederland is de vergadering van Nederlandse ministers die samen met de koning(in) deel uitmaken van de regering. De voorzitter van de raad, minister-president genoemd, draagt verantwoordelijkheid voor het regeringsbeleid. In de Nederlandse ministerraad wordt overlegd over het algemeen regeringsbeleid, besluiten worden bij meerderheid van stemmen genomen, elke minister heeft stemrecht. Een minister kan worden bijgestaan door een of meer staatssecretarissen, zij hebben alleen toegang tot de raad wanneer ze zijn uitgenodigd.
De ministerraad wordt soms aangevuld met de gevolmachtigde ministers van Aruba, Curaçao en Sint-Maarten, deze grotere raad wordt de Rijksministerraad genoemd. De ministerraad kent ook verschillende ministeriële onderraden waarin interdepartementale onderwerpen besproken worden en tijdelijke ministeriële overleggen plaatsvinden. Ten tijde van een crisis wordt daarover vergaderd binnen de Ministeriële Commissie Crisisbeheersing. Een vergadering van de voltallige regering, de kabinetsraad, bestaand uit koning en ministers, wordt voorgezeten door de Koning, maar deze vindt zelden plaats.
Sinds 1983 wordt de ministerraad in de Grondwet genoemd, in artikel 45 lid 1. De werkwijze van de raad is geregeld in het Reglement van Orde voor de Ministerraad. De ministerraad vergadert één keer per week, in principe op vrijdag, de locatie was (tussen 1977 en 2024) meestal de Trêveszaal van het ministerie van Algemene Zaken aan het Binnenhof in Den Haag. Tijdens de voorbereiding van de begroting en als er andere grote of dringende zaken spelen, vergadert de raad vaker. Besprekingen van de ministerraad zijn niet openbaar en alles wat besproken wordt is vertrouwelijk. Na afloop van de vergadering geeft de minister-president een persconferentie, hij gaat dan in op de besluiten die tijdens de vergadering genomen zijn. De notulen zijn gerubriceerd als "staatsgeheim, zeer geheim". Ze worden na 20 kalenderjaren openbaar.
Met ingang van 16 april 2021 wordt de agenda van de vergadering openbaar bekendgemaakt zodra deze is vastgesteld, evenals een besluitenlijst van de vergadering.
Van 1977 tot 2024 was de Trêveszaal in het Binnenhof de vaste vergaderlocatie voor de wekelijkse vergaderingen. Vanaf augustus 2024 wordt het Catshuis (weer) gebruikt voor de reguliere vergaderingen van de ministerraad. Dit omdat de Trêveszaal voorlopig niet meer beschikbaar is wegens de renovatie van het Binnenhof.

## Geschiedenis
Bij de oprichting van het Koninkrijk der Nederlanden in 1813, met een Grondwet als leidend juridisch regelwerk, hadden de ministers een andere rol en functie dan tegenwoordig. In het toenmalige staatsbestel stonden de ministers als adviseur of rechterhand in dienst van de koning die het land regeerde, besluiten werden door de koning genomen. Een vergadering met alle ministers vond slechts zelden plaats en werd geleid door de koning of door de (vice)president van de Raad van State. Medewerkers op de departementen en in de diplomatie werden vooral gerekruteerd uit een betrekkelijk klein aantal adellijke en patricische families, waarvan de telgen in veel gevallen al generaties lang vergelijkbare posities hadden bekleed. In de periode van het Verenigd Koninkrijk der Nederlanden vergaderde de regering zowel in Den Haag als in Brussel. Bij de territoriale regeling van 1839 werden het huidige Nederlandse Limburg en de helft van Luxemburg tegen de wens van de bevolking in van België losgescheurd en aan het Koninkrijk toegevoegd.
In 1840 vond er een eerste Grondwetsherziening plaats en de ministerraad zoals die nu bestaat, ontwikkelde zich vanaf 1842. Er kwam toen een nieuw reglement van orde voor de ministerraad waarin werd vastgelegd dat ministers voortaan gezamenlijk konden vergaderen onder voorzitterschap van een van de ministers; het voorzitterschap wisselde elke drie maanden. De koning of Raad van State hoefde er niet meer bij te zijn. De raad kwam ook toen al één keer per week bijeen en stelde adviezen op voor de koning.

### Grondwetsherziening van 1848: parlementaire democratie
Na de revolutionaire gebeurtenissen in Frankrijk en Duitsland vond koning Willem II het raadzaam de burgers in Nederland op vreedzame wijze meer zeggenschap te geven. Hij vertrouwde een opdracht tot grondige hervorming van het staatsbestel toe aan de liberale voorman Thorbecke. Deze ontwierp met zijn commissie een Grondwet waarbij de parlementaire democratie in Nederland werd ingevoerd en de positie van de ministers ten opzichte van de koning werd versterkt, de grondwetsherziening trad 1848 in werking. Deze was in veel opzichten te modern voor de Nederlandse conservatieve bestuurselite en in de jaren 1850 traden er tendenties aan de dag om de politieke klok terug te zetten. Dat is uiteindelijk echter niet gebeurd.
In 1850 kwam een nieuw reglement van orde voor de ministerraad. De raad besprak voortaan alle zaken die voor het land van belang waren en de ministerraad kon voortaan bindende besluiten nemen. De besluiten moesten bij meerderheid genomen worden; was een minister het niet eens met een besluit en wilde hij zich niet bij het meerderheidsbesluit neerleggen, dan moest hij aftreden. Als een besluit eenmaal genomen is, mag een minister niet meer van het kabinetsstandpunt afwijken. Dit homogeniteitsbeginsel houdt in dat het kabinet naar buiten toe een eenheid dient te vormen. In 1849 kwam koning Willem III met tegenzin op de troon, hij was groot tegenstander van de Grondwetswijziging geweest die de koning de feitelijke macht had weggenomen en was daarom vaak afwezig in Den Haag. De ministers regeerden niet alleen grondwettelijk, maar ook feitelijk het land.
Na 1880 was het wisselend voorzitterschap er alleen nog in naam, in de praktijk was er een vaste voorzitter. In 1922 werd het vaste voorzitterschap vastgelegd in het reglement. Sinds men in Nederland de titel minister-president kent (vanaf 1945) is hij de voorzitter van de ministerraad.

## Trivia
- Op 26 maart 2021 werd voor de eerste keer in de geschiedenis de ministerraad digitaal gehouden, omdat een aantal ministers positief getest was op COVID-19 (het coronavirus).[8]